# 林娜榮
林娜榮（：／ Lim Na Young，1995年12月18日—），韓國女歌手和演員，前韓國女子團體I.O.I和PRISTIN隊長。2016年參與Mnet選秀節目《PRODUCE 101》取得第十名，入選限定組合I.O.I出道。2017年1月29日，I.O.I活動期結束組合解散。2019年5月24日，Pledis娛樂宣告PRISTIN解散，並與娜榮解除合約。2019年8月22日，簽約Sublime Artist Agency開始個人演藝活動。

## 經歷

### 出道前
林娜榮1995年12月18日出生於首爾特别市冠岳區，家庭成員有父母及哥哥，家中經營餐廳。曾就讀溫陽Hanol中學、舞鶴女子高等學校、同德女子大學放送演藝學系學士（2015年參演PRODUCE 101時休學，2020年8月畢業）。
2010年加入Pledis娛樂，與NU'EST的白虎、Ren及SEVENTEEN的S.COUPS同期加入。2011年2月，娜榮經甄選和面試及格，正式成為Pledis娛樂練習生，因此搬至首爾居住，開始為期近5年的練習生涯。

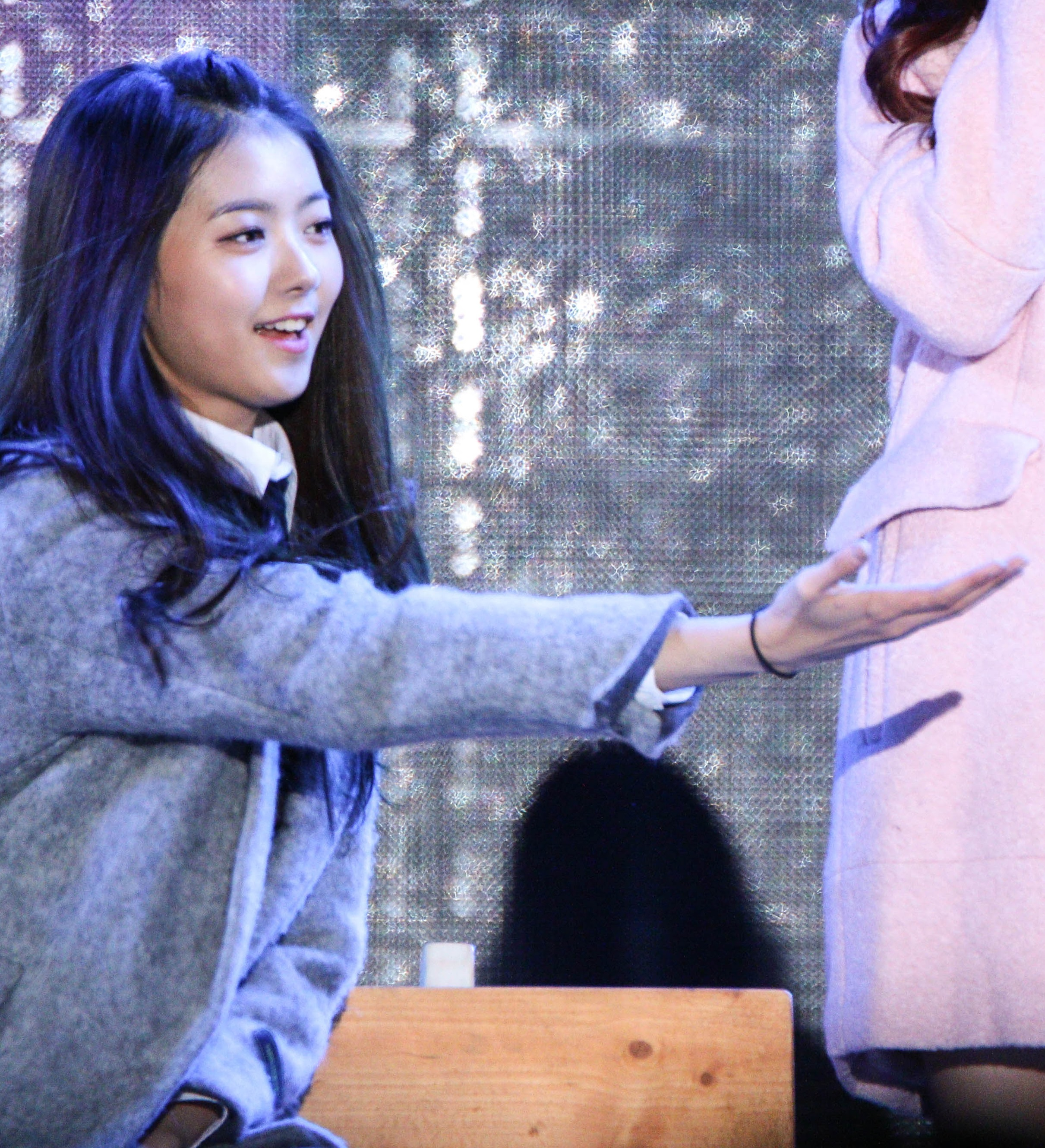
2014年12月11日 娜榮於《仲夏夜的蜜》的舞台

2011年至2012年期間，娜榮曾經作為After School的候補新成員以及Hello Venus的候補成員，最終卻沒有出道。練習生時期，娜榮經常參與放送活動以獲取經驗，例如參演其他歌手的MV和伴舞。2014年2月3日參演桂範洙《Game Over》 （页面存档备份，存于），9月22日參演TROY《Why are We?》 ，2015年1月29日參演韓海《Man Of The Year》 MV拍攝。2014年6月與SEVENTEEN成員珉奎、圓佑擔任Raina及San E合作曲《仲夏夜的蜜》 （页面存档备份，存于）的伴舞而開始得到關注。

### PRODUCE 101時期
2015年，娜榮以Pledis娛樂練習生的身份參加選秀節目《PRODUCE 101》。節目中，約101位來自46間不同經紀公司的參選練習生將會接受各種唱歌、舞蹈等訓練，最後一集中排名前11名的練習生將以YMC娛樂旗下女團成員身份出道，進行為期約一年的活動。12月17日，《M! Countdown》放送PRODUCE 101的代表歌曲〈PICK ME〉，娜榮於A組練習生中亮相。
2016年1月22日，《PRODUCE 101》正式播放第一集，娜榮與其他參選練習生也被正式公開。在首輪分級任務中，娜榮和其他六位同樣來自Pledis娛樂的練習生表演同公司前輩After School的《Bang!》 （页面存档备份，存于），獲評分級B級。第二集的《PICK ME》表演評鑑中改評為A級。在第四集的分組對抗比賽中，娜榮選擇表演After School的出道曲《AH!》，更成為隊伍的中心以及隊長。最後，其隊伍成功擊敗對手，獲得額外1000票。娜榮的個人表演得票數 (160票)，更為近百名練習生中的第三名。在第七集的位置評價中，娜榮選擇了舞蹈評價曲《Say My Name》，繼續獲選為隊伍的中心和隊長，以及擔任編舞的角色。最終其個人得票為舞蹈組第四名。3月18日，娜榮及其他練習生共同錄制的任務歌曲《Fingertips》音源正式公開，此外，在第九集的主題評價中，娜榮的《Fingertips》組得票為第三名。
4月1日，《PRODUCE 101》播出最後一集，正式公開由國民投票率最高的優勝者組成的出道組合名為《I.O.I》。娜榮最終以排名第十成為女子組合I.O.I的一員。
| PRODUCE 101 評估內容 | PRODUCE 101 評估內容       | PRODUCE 101 評估內容 | PRODUCE 101 評估內容 | PRODUCE 101 評估內容 |
| -------------------- | -------------------------- | -------------------- | -------------------- | -------------------- |
| 項目                 | 表演歌曲                   | 得票數               | 小組內排名           | 總排名               |
| 小組                 | AH! （页面存档备份，存于） | 160票（個人）        | 第1名                | 第3名（個人）        |
| 位置（舞蹈）         | Say My Name                | 192票（個人）        | 第2名                | 第4名（個人）        |
| 歌曲概念             | Fingertips                 | 618票                | 不適用               | 第3名                |

### I.O.I時期
2016年4月7日，娜榮由I.O.I成員們互相投票獲選為隊長。5月5日，I.O.I通過Mnet音樂節目《M! Countdown》登上正式出道舞台，並演唱主打歌曲《Dream Girls》 （页面存档备份，存于）及《Knock Knock Knock》 （页面存档备份，存于）。
6月10日，I.O.I 公佈七人小分隊，娜榮為小分隊成員，仍以 I.O.I 之名繼續活動和發表新曲《Whatta Man (Good man)》。8月23日，林娜榮參演 YMC Entertainment 前輩Ailee單曲《If You》 （页面存档备份，存于）的MV女主角。10月17日，I.O.I 以完全體回歸，發行專輯《miss me?》。林娜榮參與了歌曲《내 말대로 해줘（按我說的做吧）》的歌詞創作。
2019年6月12日，Sports Donga 報道娜榮將參與重組後的I.O.I9人體制活動。其後官方宣佈重組延期，參與成員亦尚未確定。

### PRISTIN時期

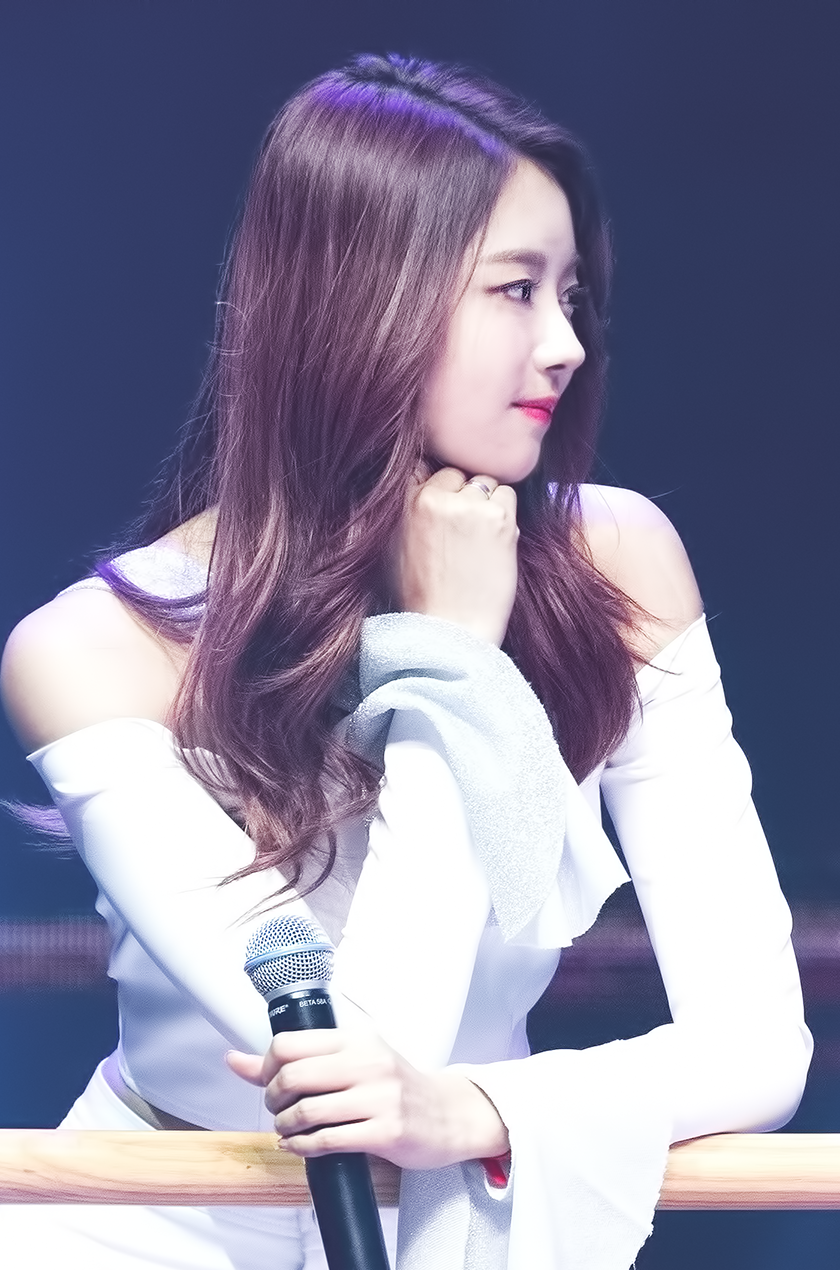
2017年3月22日 PRISTIN showcase

2017年1月6日，Pledis娛樂將旗下即將出道十人女團正式定名為PRISTIN，林娜榮為組合的隊長。2018年5月28日，以小分隊PRISTIN V的成員展開活動。。
2019年5月24日，Pledis娛樂表示PRISTIN解散，林娜榮確定解約。

### 演員 時期
2019年8月22日，SUBLIME 表示已經與林娜榮簽訂專屬合約，未來將會全力以赴地支持她。
2023年5月15日，SUBLIME 公告與林娜榮的專屬合約到期,林娜榮離開公司。

## 音樂作品

### 參與數位單曲
| 年份   | 歌曲名稱                          | 合作歌手    | 備註                                                                                                |
| 2015年 | Pick Me （页面存档备份，存于）    | PRODUCE 101 | 以《PRODUCE 101》練習生身份參與錄制                                                                 |
| 2016年 | Fingertips （页面存档备份，存于） | Pinkrush    | 《PRODUCE 101》任務歌曲，以練習生身份參與錄制， 收錄在數位專輯《PRODUCE 101 - 35 Girls 5 Concepts》 |

### 創作作品
| 年份   | 歌曲名稱               | 演唱歌手         | 參與部分 | 參與部分 | 參與部分 | 備註                                                                 |
| 年份   | 歌曲名稱               | 演唱歌手         | 填詞     | 作曲     | 編舞     | 備註                                                                 |
| 2016年 | Say My Name            |                  |          |          |          | 《PRODUCE 101》任務歌曲                                              |
| 2016年 | I.O.I (Intro)          | I.O.I            |          |          |          | 與有情共同作詞                                                       |
| 2016年 | Dream Girls            | I.O.I            |          |          |          | 與有情、Famousbro共同作詞                                            |
| 2016年 | 按我說的做吧           | I.O.I            |          |          |          | 與有情、Rhymer共同作詞                                               |
| 2016年 | 겨울이가도（冬季過後） | PLEDIS Girlz     |          |          |          | PLEDIS Girlz 演唱會表演曲，歌曲改編自Leessang《Tears》               |
| 2017年 | 선 (線)                | 有情、潔瓊、娜榮 |          |          |          | I.O.I 《Time Slip演唱會》表演曲 與潔瓊共同作曲；與有情及潔瓊共同作詞 |

## 音樂錄影帶

### 合作歌曲
| 年份 | 日期     | MV                             | 歌手        | 備註                                |
| 2016 | 12月17日 | PICK ME （页面存档备份，存于） | PRODUCE 101 | 以《PRODUCE 101》練習生身份參與錄制 |

### 客串出演
| 年份 | 日期    | 歌曲名稱                          | 演唱歌手            |
| 2014 | 2月3日  | Game Over （页面存档备份，存于）  | 桂範洙（BUMZU）     |
| 2014 | 8月17日 | My Copycat （页面存档备份，存于） | Orange Caramel      |
| 2014 | 9月22日 | Why are We?                       | TROY                |
| 2015 | 1月29日 | Man Of The Year                   | 韓海(Feat.D.Meanor) |
| 2016 | 8月23日 | If You （页面存档备份，存于）     | Ailee               |

## 影視作品

### 電視劇
| 年份   | 放送頻道         | 劇名             | 角色          | 備註           |
| 2016年 | tvN              | Entourage        |               | 客串Ep1        |
| 2020年 | TvN              | 惡之花           | 都海秀 (少年) |                |
| 2021年 | Seezn            | Summer Guys      | 廉雅蘭        |                |
| 2021年 | KBS 1TV          | 致我的你         | 尹賢雅        | 殘疾人節特別劇 |
| 2021年 | KBS 2TV          | Imitation        | 沈賢智        |                |
| 2021年 | YouTube NAVER TV | 撲通撲通放送事故 | 尹伊書        |                |
| 2023年 | KBS 1TV          | 咣噹啷啷家族     | 姜善珠        |                |

### 電影
| 年份   | 劇名     | 角色   | 備註 |
| 2021年 | 二十黑客 | 珠熙   |      |
| 2022年 | 分銷商   | 金大恩 |      |

### 固定出演綜藝節目
| 日期                           | 頻道     | 節目名稱       | 備註                           |
| 2016年1月22日 － 4月1日        | Mnet     | PRODUCE 101    | 以第10名，並作為I.O.I隊長出道  |
| 2018年2月12日 － 2018年4月5日  | XtvN     | 愛情也能翻譯嗎 | 主持                           |
| 2019年9月20日 － 2019年11月1日 | LIFETIME | Beauty Time    | 主持                           |
| 2021年12月6日 －               | Mnet     | 我們成為家人了 | 與super junior藝聲成為假想夫妻 |

### 嘉賓出演綜藝節目
| 年份 | 日期             | 頻道       | 節目名稱                               | 備註                           |
| 2016 | 5月19日          | KBS2       | 維他命                                 |                                |
| 2016 | 5月23日、6月20日 | KBS1       | 你好，韓語                             | 短劇                           |
| 2016 | 6月16日          | KBS2       | Happy Together S3                      |                                |
| 2016 | 7月26日          | JTBC       | Girl Spirit                            |                                |
| 2017 | 5月1日           | SBS funE   | The Show Fan PD - DIY idol fan meeting |                                |
| 2017 | 5月11日          | Mnet       | 看見你的聲音 4                         | 音癡搜查隊嘉賓                 |
| 2017 | 7月9、16日       | SBS        | Fantastic Duo 2                        |                                |
| 2017 | 9月1、8日        | tvN        | 奇怪的歌手                             |                                |
| 2017 | 9月7日           | Mnet       | 偶像學校                               | 分隊指導                       |
| 2017 | 10月2日          | dingo      | 只走廚路吧                             | 煮食                           |
| 2017 | 10月13、20日     | Mobidic    | 風的女兒們                             | 9月20日VLive直播               |
| 2017 | 11月25日         | SBS        | Master Key                             |                                |
| 2018 | 3月2日           | KBS2       | 键盘上的鬣狗                           | Ailee的治愈妖精                |
| 2018 | 4月11日          | MBC every1 | 一周的偶像                             | 作为新MC上任祝贺使团出演       |
| 2018 | 4月15日          | MBC        | 神秘音乐秀：蒙面歌王                   | 出场名称"蒲公英少女"           |
| 2018 | 6月18、23、27日  | KBS        | 移動平台 2018 世足賽                   | 觀看世界盃球賽直播，應援南韓隊 |
| 2018 | 7月20日          | Dingo      | 微醺Live                               |                                |
| 2018 | 8月20日          | KBS        | 大國民脫口秀-你好                      |                                |
| 2018 | 8月31日          | Mnet       | Produce 48                             | 以I.O.I成員身份參與            |

### 主持
| 年份   | 日期     | 頻道  | 節目名稱                  |
| 2016年 | 6月25日  | VLive | 2016 Pledis Girlz Concert |
| 2016年 | 11月10日 | Mnet  | M! Countdown              |
| 2017年 | 4月20日  | Mnet  | M! Countdown              |
| 2017年 | 5月19日  | Mnet  | KCON 2017 JAPAN           |
| 2017年 | 8月24日  | Mnet  | M! Countdown              |

### 廣播電台
| 年份   | 日期    | 廣播電台     | 節目名稱               | 备注                                |
| 2016年 | 5月11日 | KBS COOL FM  | 朴智允的歌謠廣場       | 以I.O.I成員身份出演                 |
| 2016年 | 5月11日 | MBC FM4U     | Tei的夢想 Radio        | 以I.O.I成員身份出演                 |
| 2017年 | 4月17日 | MBC          | KangTa的星光閃耀的夜晚 |                                     |
| 2017年 | 5月3日  | SBS Power FM | 李國主的YoungStreet    |                                     |
| 2018年 | 3月28日 | SBS Power FM | 李國主的YoungStreet    |                                     |
| 2018年 | 6月5日  | MBC FM4U     | 池石鎮的兩點鐘約會     | 以PRISTIN V成員身份出演             |
| 2018年 | 6月7日  | SBS Power FM | 裴勝載的TEN            | 6月4日錄影，以PRISTIN V成員身份出演 |

## 特別演出

### 出道前演出活動
| 年份 | 日期     | 活動名稱             | 備註                            |
| 2013 | 6月18日  | SEVENTEEN TV S3      | 與SEVENTEEN                     |
| 2014 | 12月26日 | KBS歌謠盛典          | 與San E、Raina、玟奎            |
| 2016 | 1月10日  | KBL NBA全明星賽      | 以《PRODUCE 101》練習生身份參與 |
| 2016 | 3月26日  | PRODUCE101游擊演唱會 | 以《PRODUCE 101》練習生身份參與 |

### 音樂節目演出
| 年份 | 日期                                                                                          | 頻道         | 節目名稱     | 表演曲目                                     | 備註                                                                                    |
| 2014 | Mnet                                                                                          | M! Countdown | 仲夏夜的蜜   | 與Raina 、San E 以及 圓佑、玟奎（SEVENTEEN） |                                                                                         |
| 2014 | 6月17日 （页面存档备份，存于），6月21日 （页面存档备份，存于），7月1日 （页面存档备份，存于） | MBC          | 仲夏夜的蜜   | 與Raina 、San E 以及 圓佑、玟奎（SEVENTEEN） | Show! Music Core                                                                        |
| 2014 | 6月22日 （页面存档备份，存于） ，6月29日 （页面存档备份，存于）                               | SBS          | 仲夏夜的蜜   | 人氣歌謠                                     | 與Raina 、San E 以及 玟奎（SEVENTEEN）                                                  |
| 2014 | 6月13日 （页面存档备份，存于） ，6月20日 （页面存档备份，存于）                               | Music Bank   | 仲夏夜的蜜   | 與Raina 、San E 以及 圓佑、玟奎（SEVENTEEN） |                                                                                         |
| 2014 | 8月16日 （页面存档备份，存于）                                                                | MBC          | 仲夏夜的蜜   | Picnic Live                                  | 與Raina 、San E 以及 玟奎（SEVENTEEN）                                                  |
| 2014 | 8月22日                                                                                       | KBS2         | Music Bank   | My Copycat （页面存档备份，存于）            | 與Orange Caramel、金珉炅、姜京元、鄭銀雨、周潔瓊、姜藝彬、裵成娫、朴施妍 (PLEDIS Girlz) |
| 2014 | 12月11日 （页面存档备份，存于）                                                               | SBS          | The Show     | 仲夏夜的蜜                                   | 與Raina 、San E 以及 玟奎（SEVENTEEN）                                                  |
| 2015 | 12月17日                                                                                      | Mnet         | M! Countdown | PICK ME （页面存档备份，存于）               | 以《PRODUCE 101》練習生身份參與                                                         |
| 2018 | 6月17日                                                                                       | SBS          | 人氣歌謠     | Just Do It                                   | 世界杯應援特別舞台                                                                      |

## 宣傳大使
| 年份   | 產品名稱           | 合作藝人 |
| 2019年 | 仁寺洞傳統文化慶典 |          |
| 2021年 | 牙山市警察宣傳大使 |          |